# Abdulmajidia
Abdulmajidia, nekadašnji maleni biljni rod iz porodice Lecythidaceae (red vrjesolike) raširen na malajskom poluotoku. Pripadalo mu je pet vrsta, a dvije se na Crvenom popisu vode kao osjetljive. Opisao ga je 1974. Timothy Charles Whitmore.

## Sinonimi
1. Abdulmajidia chaniana Whitmore, status osjetljivi[2] = Barringtonia chaniana (Whitmore) Prance, Blumea, 2010
2. Abdulmajidia latiffiana El-Sherif = Barringtonia latiffiana (El-Sherif) Prance
3. Abdulmajidia maxwelliana Whitmore, status osjetljivi[3] = Barringtonia maxwelliana (Whitmore) Prance in Blumea, 2010
4. Abdulmajidia rimata (Chantar.) El-Sherif & Latiff = Barringtonia rimata Chantar.
5. Abdulmajidia zainudiniana El-Sherif & Latiff = Barringtonia zainudiniana (El-Sherif & Latiff) Prance